# Сријем (Соколовац)
Сријем је насељено место у саставу општине Соколовац у Копривничко-крижевачкој жупанији, Хрватска. До територијалне реорганизације у Хрватској налазио се у саставу старе општине Копривница.

## Становништво
На попису становништва 2011. године, Сријем је имао 213 становника.

## Попис1991.
На попису становништва 1991. године, насељено место Сријем је имало 258 становника, следећег националног састава:
| Попис 1991.‍  | Попис 1991.‍  | Попис 1991.‍ | Попис 1991.‍ | Попис 1991.‍ |
| ------------ | ------------ | ----------- | ----------- | ----------- |
|              |              |             |             |             |
| Хрвати       | Хрвати       |             | 243         | 94,18%      |
| Југословени  | Југословени  |             | 4           | 1,55%       |
| Срби         | Срби         |             | 4           | 1,55%       |
| неопредељени | неопредељени |             | 5           | 1,93%       |
| непознато    | непознато    |             | 2           | 0,77%       |
| укупно: 258  |              |             |             |             |